# تايب 15 (دبابة)
تايب 15 أو ZTQ-15، (بالإنجليزية:Type 15) (بالصينية:15式) هي دبابة صينية خفيفة مطورة حديثًا، تم الإعلان عنه رسميًا من قبل جمهورية الصين الشعبية في ديسمبر 2018، وهي أخف وزناً من دبابات القتال الرئيسية من النوع تايب 99 والنوع تايب 96، وهي مصممة للمناطق الجبلية والهضاب في جنوب الصين مثل التبت.

## التصميم
الدبابة مجهزة بمدفع عيار 105 ملم، ومدفع رشاش عيار 7.62 ملم، إلى جانب منظومة الدفاع الجوي W-85 عيار 12.7 مم، ويبلغ وزنها القتالي 36 طنًا، وبفضل خفة وزنها فإنه يمكن نقل هذه الدبابة الجديدة جواً بواسطة طائرات شحن عسكرية.

من ناحية التصميم فأن السائق يجلس في الامام (منتصف الامام) بينما القائد والرامي في البرج.

بدن الدبابة ملحوم بالكامل ويمكن تركيب دروع تفاعليه متفجرة عليه بالاضافه إلى دروع قفصيه على جانبي البرج والبدن.

تحمل أيضا براميل وقود اضافيه في الجزء الخلفي من البدن.

## التسليح
التسليح الرئيسي للدبابة يتكون من مدفع عيار 105 ملم بمدى يصل مداه إلى 3000 متر وهو مزود بملقم الي ويتم رمي فوارغ المقذوفات عن طريق فتحة صغيرة في خلفيه الدبابة.

التسليح الثانوي يتكون من منصة اسلحة يتم التحكم بها من بعد منصوبة على سطح البرج ومسلحه برشاش عيار 12.7 ملم وقاذف رمانات اوتوماتيكي عيار 40 ملم.

تحمل الدبابة تايب 15 مايقارب 38 قذيفه مختلفه الانوع منها HE و HEAT و APFSDS.

كما تحمل 3 قواذف قنابل دخانيه على جانبي البرج من الخلف.

## مواصفات الدبابة
وزن الدبابة يتراوح بين 33-36 طنا حسب التجهيزات والتدريع وبهذا الوزن فأنها تمتلك مرونه أفضل عن دبابات القتال الرئيسيه القياسيه مع توفير نفس مستوى الدعم الناري.

نسبه القوة / الوزن تبلغ 27-30 حصان /الطن اعتمادا على وزن التدريع.

يمكن استخدام هذه الدبابة في القتال في الاماكن الجبليه والتضاريس الوعرة والتي تعتبر صعبه للدبابات القياسية (التي يبلغ وزنها قرابه 50 طن مثل الدبابة تايب 99).

الدبابة مزوده بمحرك ديزل ذي قدره 1000 حصان منصوب في مؤخرة الدبابة مع صندوق تروس هايدروميكانيكي.

السرعة القصوى للدبابه في الطرق الممهده تصل إلى 70 كم / الساعة و 35-40 كم / الساعة في الطرق الوعرة.

المدى العملياتي 450 كم.

تمتلك الدبابة نظاما للوقاية من الاسلحة النووية والبايلوجية والكيميائية، نظام تكييف، نظما إدارة نيران يعمل بالكومبيوتر، محدد مدى ليزري، اجهزة قيادة وسيطرة، نظام ملاحه بالقصور الذاتي + بالاقمار الصناعية، القائد والرامي يمتلكان منظار نهاري / حراري / بانورامي.

## مستخدمون
- الصين